# Axel Andersen
Axel Andersen, född 1846 i Stavern och död 1913, var en norsk pedagog och vetenskapsman.
Andersen var adjunkt vid Kristiania katedralskola 1876-1900. Andersens doktorsavhandling 1898, Om nadveren i de förste aarhundreder efter Kristus blev underkänd, men då arbetet i utlandet väckt stort uppseende och erkännande, fann sig universitetets historisk-filosofiska fakultet 1909 föranlåten att i en skrivelse till Andersen uttala sitt beklagande av underkännandet, som viser sig at staa i avgjort strid med sakkyndighedens alt overveiende dom. Andersen utgav även Skolen og Kirken (1895) med flera stridsskrifter.